# Харт (окръг, Джорджия)
Вижте пояснителната страница за други значения на Харт.
Окръг Харт (на английски: Hart County) е окръг в щата Джорджия, Съединени американски щати. Площта му е 663 km², а населението - 24 036 души. Административен център е град Хартуел.